# Karl von Vincent
Nikolaus Karl baron von Vincent (Florence, 11 augustus 1757 -  Biancourt, 7 oktober 1834) was een Oostenrijks officier met de graad van luitenant-generaal. Hij volgde in 1814 de tijdelijke gouverneur-generaal, de hertog de Beaufort-Spontin, op om uit naam der vijf geallieerde mogendheden het gezag in de van Fransen bevrijde Belgische provinciën uit te oefenen. Godert van der Capellen werd als commissaris van Nederland en gevolmachtigde van de soevereine vorst aan de tijdelijke regering van de Zuidelijke Nederlanden toegevoegd.
Toen het Congres van Wenen de Zuidelijke en Noordelijke Nederlanden herenigde werd het geallieerd bestuur overbodig.
Koning Willem I der Nederlanden benoemde baron de Vincent op 3 augustus 1815 tot Grootkruis in de Militaire Willems-Orde.

## Militaire loopbaan
- Leutnant: 17 april 1773[2]
- Oberleutnant: 15 juni 1778[2]
- Rittmeister: 1787 - 1790
- Major: 8 mei 1794[2][3]
- Oberstleutnant: 16 augustus 1796[2][3]
- Oberst: april 1797[2][3]
- Generalmajor: 29 oktober 1800[2][3]
- Feldmarschalleutnant: 14 augustus 1808[3]
- General der Kavallerie: 18 november 1818[3]
- Gepensioneerd in november 1825[3]

## Onderscheidingen
- Grootkruis in de Orde van de Heilige Stefanus in 1825[3]
- Militaire Orde van Maria Theresia
  - Commandeur op 28 mei 1806[3]
  - Ridderkruis op 19 december 1790[3]
- Leopoldsorde
  - Commandeur op 7 januari 1809[3]
  - Grootkruis op 8 mei 1815[3]
- Lid in de Orde van het Bad in 1819[3]
- Grootkruis in de Orde van Karel II in 1825[3]
- Grootkruis in de Orde van het Zwaard in 1814[3]
- Grootkruis in de Orde van de Heilige Ferdinand en de Verdienste in 1821[3]
- Commandeur in de Orde van de Heilige Lodewijk op 29 mei 1816[3]